# Херсонське адміралтейство

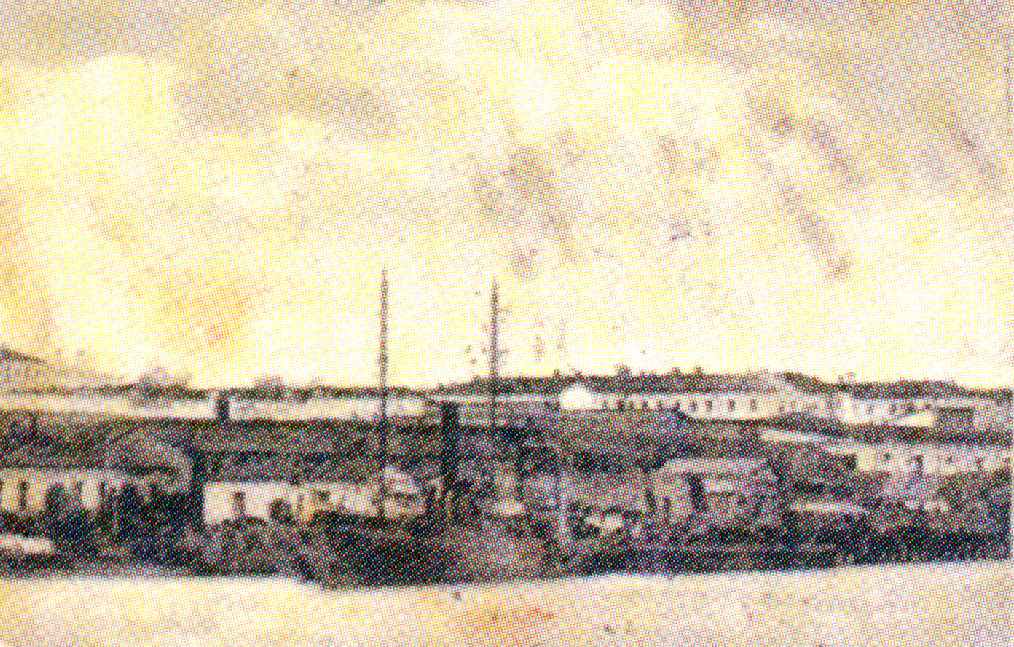
Дніпровська набережна на місці колишніх елінгів Херсонського адміралтейства (фото 1903 року)

Херсо́нське адміралте́йство — центр військового кораблебудування в місті Херсон у гирлі Дніпра. Адміралтейство було закладене 19 листопада 1778 року і проіснувало до 1829 року.

## Історія
У 1775 році після перемоги Російської імперії в російсько-турецькій війні, виникла необхідність у створенні верфі на Чорному морі для будівництва повноцінного військового флоту. За особистим дорученням Катерини II була організована експедиція, метою якої було обстежити отриману Росією ділянку узбережжя між Південним Бугом і Дніпром з метою вибору місця на узбережжі Дніпровського лиману для створення судноверфі і порту з адміралтейством. Експедицію очолював командувач Азовською флотилією адмірал Сенявін. Саме він запропонував будувати кораблі під прикриттям укріплень Олександр-Шанца, побудованого на правому березі Дніпра у 1737 році.
В донесенні віце-президенту Адмініралтейств-колегії графу Чернишову командувач флотилією запропонував скористатися перевагами прикритого з моря Станіславською косою урочища Глибока пристань, що лежить за 10 верст від мілководного дніпровського гирла. Для закладки перших лінійних кораблів адмірал рекомендував створити у віддалених від моря на 30 верст укріпленнях Олександр-Шанц тимчасову верф. Пропонувалося будувати корпуси суден під прикриттям Олександр-Шанца, а після цього спускати їх вниз у Дніпро-Бузький лиман, де оснащувати гарматами, щоглами і такелажем. Саме за такою технологією і будували кораблі в Херсонському адміралтействі аж до його ліквідації у 1829 році.
Вивчення природних умов, гідрографічне обстеження лиману, оцінка суднобудівельних ресурсів зайняла більше часу ніж планувалося. За результатами досліджень Адміралтейств-колегія визнала за доцільне побудувати постійну верф в існуючому укріпленні. Пропозиція Адміралтейств-колегії була підтримана губернатором Новоросії князем Потьомкіним. Після його доповіді Катерина II 18 червня 1778 року підписала указ про заснування міста Херсон з адміралтейством і портом.
Керівництво будівництвом порту і фортеці покладалося на генерал-цехмейстера морської артилерії Івана Абрамовича Ганнібала. До початку зими 1778 року на Херсонській верфі розгорнулося будівництво шести корабельних елінгів, майстерень і казарм. 5 січня 1779 року Ганнібал доповідав Потьомкіну: «… У адміралтействі елінги будуються з бажаною поспішністю і один з оних на цих днях з греблі і пристаней будовою скінчиться …»
Наприкінці лютого 1779 року відбулася пробна закладка перших суден — лінійного корабля і фрегата, а 26 травня — типового 66-гарматного корабля «Слава Єкатерини» (спущений на воду 16 вересня 1783 року). Будівельні і суднобудівні роботи велись зі значними затримками через відсутність кваліфікованих майстрів і пришвидшилися лише у 1784 році коли до Херсона прибули 3000 корабелів і 700 моряків під командою капітана 2 рангу Ф. Ф. Ушакова.
На території адміралтейства розташовувалися численні морські магазини (складські приміщення), присутствені місця, управління командира порту, адміралтейські майстерні: бондарна, помпова, котельна, малярська, теслярна, блокова, купорна, ливарна, ковальська. А також морський артилерійський арсенал, склади корабельного і різного суднового приладдя, щогловий, матовий, прядивний і конопательний магазини. Уздовж берега Дніпра на пальовій платформі — лісопильня, адміралтейська пристань і широка дерев'яна набережна. За зробленим з колод палісадом уздовж річки були зведені п'ять доків.
На стапелях працювало близько 2300 корабелів: вільнонаймані майстрові, кріпаки, відпущені на оброк, безпаспортні селяни-втікачі і рекрути. У 1785 році був виданий указ про відправку в Херсон колодників, засуджених до заслання. До безпосереднього будівництва кораблів каторжників не залучали. Вони виконували найважчі і брудні роботи: ломання каменю, перенесення важких речей, земляні роботи, прибирання нечистот. Будівництву кораблів допомагали 5 тисяч морських чинів: три флотських екіпажі, один ластовий (матроси портового флоту) і морська артилерійська рота.
У Херсонському адміралтействі працювало багато корабельних майстрів, що згодом стали відомими військовими суднобудівниками. Бригадир Семен Афанасьєв побудував в Херсоні понад двадцять суден. Оберсерваєр Олександр Катасонов організовував будівництво на херсонській верфі нових кораблів типу «Захарій і Єлисавета», «Самсон і Анна». Інженер-генерал-майор Михайло Суровцев побудував в Херсоні найбільші і найбільш потужні для того часу 110-гарматні кораблі «Ягудіїл», «Полтава», «Дванадцять Апостолів» і «Париж». Генерал-лейтенант Олександр Каверзнєв за сім років служби в Херсоні побудував двадцять кораблів різних типів.
Херсонське адміралтейство залишалося основним центром суднобудування на півдні Росії до 1827 року. У Херсоні, крім типових дводекових 74-гарматних кораблів, періодично закладалися флагманські тридекові 110-гарматні лінійні кораблі. Через мілководність гирл Дніпра, що заносилися мулом і піском, корпуси збудованих кораблів доставлялися на камелях в Очаків, де оснащувалися і озброювалися згідно з проектом.
Тим часом розвивалося Миколаївське адміралтейство, розташоване значно зручніше на березі річки Інгул. Пропозиція Потьомкіна скасувати Херсонське адміралтейство на користь останнього не була підтримана морським міністром де Траверсе, який вважав його достатнім для оновлення флоту. Однак восени 1796 року імператор Павло I переніс усі інші установи Чорноморського адміралтейського правління з Херсона в Миколаїв. А у 1827 році командувач Чорноморським флотом адмірал Грейг переконав нового імператора Миколу I в необхідності реорганізації Миколаївського адміралтейства з включенням в нього спеціалістів з Херсона — Херсонське адміралтейство було ліквідоване у 1829 році.
За період існування Херсонського адміралтейства з його стапелів були спущені 43 лінійних кораблі (110-гарматних — 18, 74-гарматних — 9, 66-гарматних — 16), три бомбардирських судна, два люгери, вісім транспортних і близько 110 дрібних суден.